# James Marsters
James Wesley Marsters (Greenville, 20 agosto 1962) è un attore, cantante e chitarrista statunitense, noto per il ruolo di Spike nella serie televisiva Buffy l'ammazzavampiri (Buffy the Vampire Slayer) e nello spin-off Angel.

## Biografia
Suo padre era un ministro metodista (perché il celibato fu reintrodotto del tutto solo nel 1980) e sua madre un'assistente sociale. Ha una sorella maggiore (Susan) e un fratello minore (Paul). La famiglia traslocò a Modesto in California quando lui era solo un bambino. Sognava di diventare un attore sin da quando recitò in Winnie the Pooh e altri musical durante i suoi anni alla Davis High School, dove si è diplomato.
Studiò al Pacific Conservatory of the Performing Arts dal 1980 al 1982 e alla Juliard Drama School dal 1982 al 1984. Venne espulso dalla prestigiosa scuola dopo appena due anni. Iniziò però la sua carriera a teatro, spostandosi da New York a Seattle e a Chicago, dopo una breve permanenza nel Bronx e nel Queens.
James si trasferì a Chicago durante il suo primo lavoro da attore nel ruolo di Ferdinando in The Tempest (La tempesta) al Goodman Theatre nel 1987. Nel 1990 si trasferì a Seattle e istituì il New Mercury Theatre. In questo e in altri teatri James recitò per molti anni.
Si sposò con Liane Davidson dalla quale nel 1996 ebbe un figlio, Sullivan, e dalla quale poi divorziò. Oltre all'affido congiunto (condiviso con la ex moglie) del figlio, ha in affidamento la nipote Brittany (figlia del fratello Paul), nata anche lei nel 1996.
Il 14 gennaio 2011 ha sposato Patricia Rahman, in una cerimonia privata civile a Los Angeles. Hanno divorziato nel 2021.

### Carriera

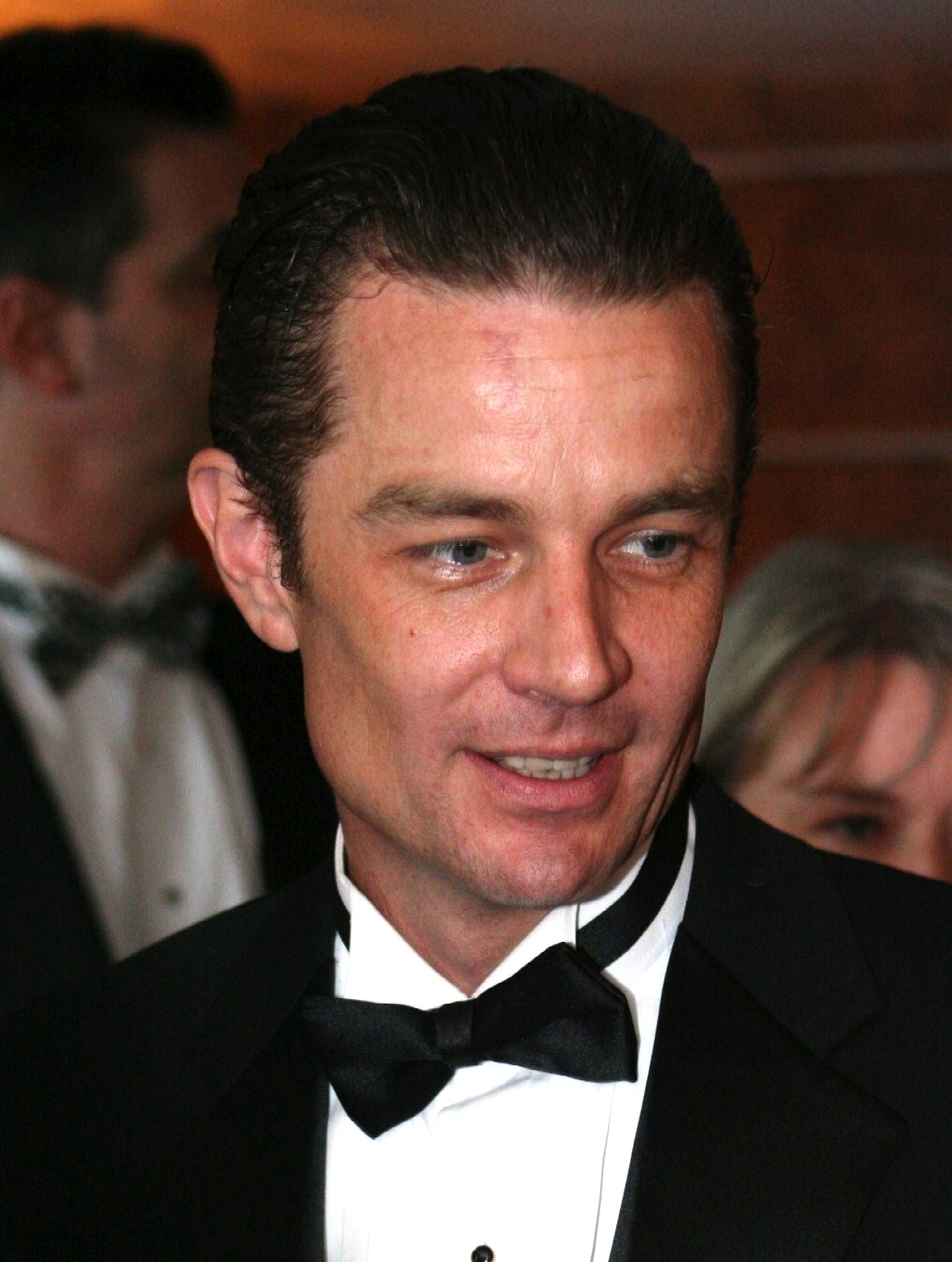
James Marsters a bordo della nave Queen Mary, 2006

#### Televisione
Nel 1992, James ottenne il suo primo lavoro in televisione in uno show girato vicino a Seattle Un medico tra gli orsi (Northern Exposure) nel ruolo di un prete. Inoltre apparve in molte serie televisive famose in quegli anni come Andromeda e in film come Chance, Winding Roads.
Poco tempo dopo, decide di fare il provino per il ruolo di Spike in Buffy l'ammazzavampiri, presentandosi con il look che poi portò nel serial.
La parte di Spike fu immediatamente sua, ma gli venne imposto il biondo platino, per rendere il vampiro ancora più originale.
Il successo fu immediato, tanto che, inizialmente membro occasionale del cast (avrebbe dovuto morire per mano della cacciatrice dopo poche puntate), grazie al successo ottenuto dai fans, dovuti al suo carisma e alla sua bravura, entra a far parte del cast fisso della serie fino alla fine della stessa, passando nel tempo da essere il "Supercattivo" della serie fino a diventarne uno dei protagonisti.
Riprende inoltre i panni di Spike in Angel, spin-off di Buffy, nella quinta ed ultima stagione.
Nel 2005 James ha firmato il contratto per la parte del dott. Milton Fine (Brainiac) nella serie televisiva Smallville.
Nel 2009 entra nel cast della serie televisiva britannica Torchwood (spin-off della più famosa Doctor Who).
Nel 2011 prende parte all'episodio 7x05 della serie televisiva Supernatural assieme a Charisma Carpenter, che interpretava Cordelia Chase nella serie televisiva Buffy l'ammazzavampiri e lo spin-off Angel.

#### Musica
Dopo aver cantato con i "Four Star Mary" in alcuni live, ha fondato la band Ghost of the Robot nel 2002-2004. Il loro album di debutto Mad Brilliant è uscito il 2 febbraio 2003. Molte canzoni dell'album sono state scritte da James. Dall'ottobre 2004 James ha lasciato il gruppo ed è diventato un solista. Nel 2005 è uscito il suo primo album "Civilized Man", mentre il 27 ottobre in USA e il 17 novembre 2007 in UK è uscito il secondo album "Like a Waterfall".

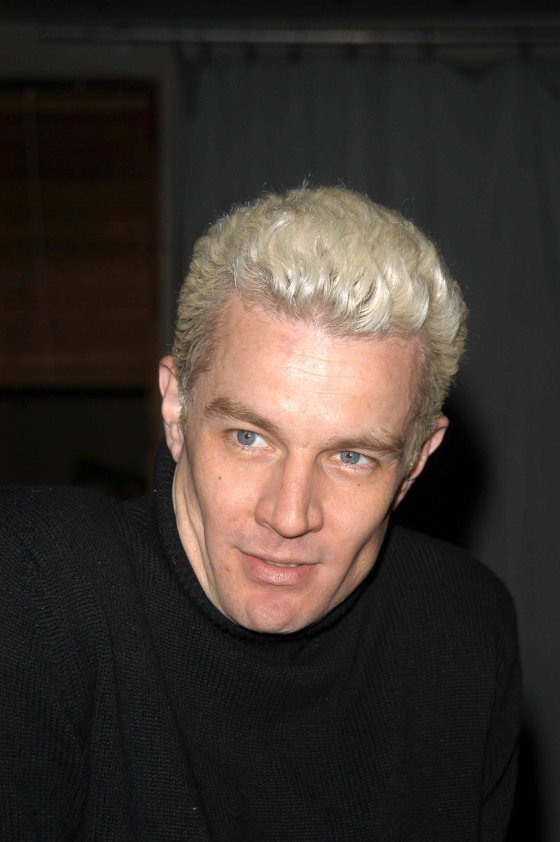
James Marsters nel 2003

## Filmografia

### Cinema
- Winding Roads, regia di Theodore Melfi (1999)
- Il mistero della casa sulla collina (House on Haunted Hill), regia di William Malone (1999)
- Chance, regia di Amber Benson (2002)
- Shadow Puppets, regia di Michael Winnick (2007)
- P.S. I Love You, regia di Richard LaGravenese (2007)
- Dragonball Evolution, regia di James Wong (2009)
- Dragon Warriors, regia di Maclain Nelson, Stephen Shimek (2015)
- Billie Bob Joe, regia di Joe Kowalski (2015)
- New Life, regia di Drew Waters (2016)
- A Bread Factory: Part One, regia di Patrick Wang (2018)
- A Bread Factory: Part Two, regia di Patrick Wang (2018)

### Televisione
- Un medico tra gli orsi (Northern Exposure) - serie TV, episodi 3x21-4x14 (1993-1994)
- Medicine Ball - serie TV, episodi 1x04-1x09 (1995)
- Moloney - serie TV, episodio 1x14 (1997)
- Buffy l'ammazzavampiri (Buffy, the Vampire Slayer) - serie TV, 97 episodi (1997-2003) - Spike
- Angel - serie TV, 24 episodi (1999-2004) - Spike
- Millennium - episodio 3x11 (1999)
- The Enforcers - miniserie televisiva (2001)
- Strange Frequency - serie TV, episodio 1x01 (2001)
- Andromeda - serie TV, episodio 2x09 (2001)
- The Mountain - serie TV, episodio 1x08 (2004)
- Cool Money, regia di Gary Burns - film TV (2005)
- Smallville - serie TV, 14 episodi (2005-2010)
- Saving Grace - serie TV, episodio 1x02 (2007)
- Senza traccia (Without a Trace) - serie TV, 4 episodi (2007-2008)
- Torchwood - serie TV, episodi 2x01-2x12-2x13 (2008)
- The Capture of the Green River Killer - miniserie TV, parte 2 (2008)
- Numb3rs - serie TV, episodio 5x15 (2009)
- Moonshot - L'uomo sulla luna (Moonshot), regia di Richard Dale - film TV (2009)
- High Plains Invaders, regia di Kristoffer Tabori - film TV (2009)
- Lie to Me - serie TV, episodio 2x02 (2009)
- Caprica - serie TV, 4 episodi (2010)
- Hawaii Five-0 - serie TV, 4 episodi (2010-2014)
- Supernatural - serie TV, episodio 7x05 (2011)
- Ultra Boys (Ten Inches), regia di Jace Alexander - film TV (2011)
- Metal Hurlant Chronicles - serie web, 1x02-2x01 (2012-2014)
- Wedding Band - serie TV, episodio 1x09 (2013)
- Warehouse 13 - serie TV, episodi 4x11-4x19-4x20 (2013)
- Le streghe dell'East End (Witches of East End) - serie TV, 7 episodi (2014)
- Runaways - serie TV, 29 episodi (2017-2020)
- Dragon Ball Super - serie anime, 14 episodi (2018)
- The Order - serie TV, episodio 2x05 (2020)

## Discografia

### Ghost of the Robot
- 2003 - Mad Brilliant
- 2004 - It's Nothing

### Solista
- 2005 - Civilized Man
- 2005 - Words & Music (DVD)
- 2007 - Like a Waterfall

## Doppiatori italiani
Nelle versioni in italiano delle opere in cui ha recitato, James Marsters è stato doppiato da:
- Fabio Boccanera in Buffy l'ammazzavampiri (st. 4-7), Angel (ep. 1x03, st.5), Smallville, Dragonball Evolution, Le streghe dell'East End
- Giorgio Borghetti in Buffy l'ammazzavampiri (st. 2-3), Angel (ep. 2x07), P.S. I Love You, Millennium
- Mauro Gravina in The Mountain, Lie to Me, Runaways
- Francesco Prando in Torchwood, Warehouse 13
- Fabrizio Pucci in Andromeda
- Fabrizio Manfredi in Senza traccia
- Vittorio De Angelis in Cool Money
- Paolo M. Scalondro in Numb3rs
- Massimo Rossi in Supernatural
- Sergio Lucchetti in Moonshot - L'uomo sulla luna
- Giuliano Bonetto in Caprica
- Roberto Certomà in Hawaii Five-0